# I nattens hetta
I nattens hetta (engelska: In the Heat of the Night) är en amerikansk kriminal-dramathrillerfilm från 1967 i regi av Norman Jewison. Manuset är skrivet av Stirling Silliphant, baserat på John Balls roman från 1965, I nattens hetta. Handlingen utspelar sig i en rasistiskt präglad småstad i Mississippi där en svart polis blir involverad i en mordutredning. Huvudrollerna spelas av Sidney Poitier och Rod Steiger.

## Handling
Philip Colbert, en vit man som är chef för en viktig industri, hittas en natt mördad på en av gatorna i en småstad i delstaten Mississippi. Virgil Tibbs (Sidney Poitier), som står vid stadens järnvägsstation och väntar på ett nattåg, blir intagen till förhör på stadens polisstation, som präglas av rasistiska poliser med polischefen Bill Gillespie (Rod Steiger) i spetsen. Det visar sig då att Tibbs är polis och expert på mordutredningar.
Gillespie, som inser att han egentligen behöver hjälp, övertalar Tibbs att undersöka den döde mannen. Tibbs, som egentligen vill åka så fort som möjligt, hjälper Gillespie med undersökningen. Änkan Mrs. Leslie Colbert (Lee Grant), som vid besök på polisstationen sett hur Tibbs enkelt friat en misstänkt person, förstår Tibbs kunskaper och kvalitéer, pressar Gillespie att övertala Tibbs att stanna kvar och hjälpa till med mordutredningen. Tibbs får kämpa i motvind i det rasistiska Mississippi och mot Gillespies lite för snabba slutsatser.

## Rollista i urval
- Sidney Poitier - Virgil Tibbs
- Rod Steiger - Polischef Bill Gillespie
- Warren Oates - Sam Wood, polis
- Lee Grant - Mrs. Leslie Colbert
- Larry Gates - Eric Endicott
- William Schallert - Borgmästare Webb Schubert
- James Patterson - Lloyd Purdy
- Beah Richards - Mama Caleba (Mrs. Bellamy)
- Peter Whitney - George Courtney, polis
- Kermit Murdock - H.E. Henderson
- Larry D. Mann - Watkins
- Arthur Malet - Ted Ulam
- Fred Stewart - Dr. Stuart
- Scott Wilson - Harvey Oberst
- Quentin Dean - Delores Purdy
- Anthony James - Ralph Henshaw
- Timothy Scott - Officer "Shagbag" Martin
- William C. Watson - McNeil
- Matt Clark - Packy Harrison
- Eldon Quick - Charles Hawthorne
- Stuart Nisbet - Shuie
- Peter Masterson - Fryer
- Jester Hairston - Henry, Endicotts butler
- Phil Adams - 1:a bråkstaken
- Nikita Knatz - 2:a bråkstaken
- Sam Reese - kontorist
- Dean Stanton - polisman
- Khalil Bezaleel - Jess, bilmekanikern

## Priser och nomineringar
Vid Oscarsgalan 1968 tilldelades filmen fem statyetter; bästa film, bästa manliga huvudroll, bästa manus efter förlaga, bästa ljud och bästa klippning. Den vann även tre Golden Globes: bästa spelfilm - drama, bästa manliga huvudroll i en spelfilm - drama och bästa manus - spelfilm.

## Kritik
| ”                                                            | I nattens hetta är något så egendomligt som en westernfilm om negerproblemen i den amerikanska södern. Alla moment finns med : den ensamme främlingen och outsidern som råkar i trubbel i en gudsförgäten håla och får alla odds, inklusive sheriffen, emot sig och som först tiger men sedan visar sig vara den smartaste av dem alla. | „ |
| – Carl-Henrik Svenstedt, Svenska Dagbladet, 27 februari 1968 | |   |